# Kasiro
Kasiro is een bestuurslaag in het regentschap Sarolangun van de provincie Jambi, Indonesië. Kasiro telt 1077 inwoners (volkstelling 2010).